# 柚木麻子
柚木 麻子（ゆずき あさこ、本名は非公開、1981年8月2日 - ）は、日本の小説家。

## プロフィール
東京都世田谷区に生まれる。恵泉女学園中学校・高等学校、立教大学文学部フランス文学科卒業。既婚。日本ペンクラブ会員。
大学時代より脚本家を目指してシナリオセンターに通い、ドラマのプロットライターを務めた。卒業後、製菓メーカーへの就職を経て塾講師や契約社員などの職のかたわら小説の賞に応募し、2008年に第88回オール讀物新人賞を受賞した。受賞作「フォーゲットミー、ノットブルー」を含む初の単行本『終点のあの子』が2010年に刊行された。同作は『本の雑誌』上半期エンターテインメントランキングで3位となるなど高評価を得た。
2013年には『嘆きの美女』が、2015年には『ランチのアッコちゃん』がNHK BSプレミアムでテレビドラマ化、2018年には『王妃の帰還』がNHK-FMでオーディオドラマ化。
2024年11月、英大手書店チェーンのウォーターストーンズが、2024年の「今年の一冊」に「BUTTER」英訳本を選んだと発表した。

## 文学賞受賞・候補歴
太字は受賞
- 2008年 - 『フォーゲットミー、ノットブルー』で第88回オール讀物新人賞受賞[3]。
- 2013年 - 『伊藤くん A to E』で第150回直木三十五賞候補[10]。
- 2014年 - 『ランチのアッコちゃん』で第11回本屋大賞第7位[11]。『本屋さんのダイアナ』で第151回直木三十五賞候補[12]、第3回静岡書店小説部門大賞受賞[13]。
- 2015年 - 『本屋さんのダイアナ』で第12回本屋大賞第4位[14]、第2回高校生直木賞候補。『ナイルパーチの女子会』で第28回山本周五郎賞受賞[15]、第153回直木三十五賞候補[16]。
- 2016年 - 『ナイルパーチの女子会』で第3回高校生直木賞受賞[17]。
- 2017年 - 『BUTTER』で第157回直木三十五賞候補[18]。
- 2019年 - 『マジカルグランマ』で第161回直木三十五賞候補[19]。
- 2024年 - 『あいにくあんたのためじゃない』で第171回直木三十五賞候補[20]。
- 2025年 - 『BUTTER』で英国の文学賞、「Books Are My Bag Readers' Awards 2024」Breakthrough Author部門[21]、「Waterstones Book of the Year 2024」[22]「ブリティッシュ・ブック・アワード」（デビュー・フィクション部門）受賞[23][24]、インターナショナル・ダガー賞最終候補[25]。

## 作品リスト

### 小説

#### 単著
- 終点のあの子（2010年5月 文藝春秋 / 2012年4月 文春文庫 / 2012年11月 電子書籍版）ISBN 978-4-16-329210-6 / ISBN 978-4-16-783201-8
- あまからカルテット（2011年10月 文藝春秋 / 2013年11月 文春文庫 / 2013年12月 電子書籍版）ISBN 978-4-16-380900-7 / ISBN 978-4-16-783202-5
- 嘆きの美女（2011年12月 朝日新聞出版 / 2014年6月 朝日文庫）ISBN 978-4-02-250893-5 / ISBN 978-4-02-264744-3
- けむたい後輩（2012年2月 幻冬舎 / 2014年11月 幻冬舎文庫）ISBN 978-4-344-02139-6 / ISBN 978-4-344-42288-9
- 早稲女、女、男（2012年7月 祥伝社 / 2015年9月 祥伝社文庫）ISBN 978-4-396-63393-6 / ISBN 978-4-396-34143-5
- 私にふさわしいホテル（2012年10月 扶桑社 / 2015年11月 新潮文庫）ISBN 978-4-594-06683-3 / ISBN 978-4-10-120241-9
- 王妃の帰還（2013年1月 実業之日本社 / 2015年4月 実業之日本社文庫）ISBN 978-4-408-53619-4 / ISBN 978-4-408-55227-9
- ランチのアッコちゃん（2013年4月 双葉社 / 2015年2月 双葉文庫）ISBN 978-4-575-23819-8 / ISBN 978-4-575-51756-9
- 伊藤くん A to E（2013年9月 幻冬舎 / 2016年12月 幻冬舎文庫）ISBN 978-4-344-02458-8 / ISBN 978-4-344-42555-2
- その手をにぎりたい（2014年1月 小学館 / 2017年3月 小学館文庫）ISBN 978-4-09-386373-5 / ISBN 978-4-09-406399-8
- 本屋さんのダイアナ（2014年4月 新潮社 / 2016年6月 新潮文庫）ISBN 978-4-10-335531-1 / ISBN 978-4-10-120242-6
- ねじまき片想い〜おもちゃプランナー・宝子の冒険〜（2014年8月 東京創元社 / 2018年6月　創元推理文庫）ISBN 978-4-488-02734-6 / ISBN 978-4-488-49411-7
- 3時のアッコちゃん（2014年10月 双葉社 / 2017年10月 双葉文庫）ISBN 978-4-575-23877-8 / ISBN 978-4-575-52037-8
- ナイルパーチの女子会（2015年3月 文藝春秋 / 2018年2月 文春文庫）ISBN 978-4-16-390229-6 / ISBN 978-4-16-791012-9
- 幹事のアッコちゃん（2016年2月 双葉社 / 2019年9月 双葉文庫）ISBN 978-4-575-23944-7 /ISBN 978-4-575-52260-0
- 奥様はクレイジーフルーツ（2016年5月 文藝春秋 / 2019年5月 文春文庫）ISBN 978-4-16-390451-1 / ISBN 978-4-16-791273-4
- BUTTER（2017年4月 新潮社 / 2020年2月 新潮文庫）ISBN 978-4-10-335532-8 / ISBN 978-4-10-120243-3
- さらさら流る（2017年8月 双葉社 / 2020年9月 双葉文庫）ISBN 978-4-575-24052-8 / ISBN 978-4-575-52394-2
- デートクレンジング（2018年4月 祥伝社）ISBN 978-4-396-63541-1
  - 【改題】踊る彼女のシルエット（2021年4月 双葉文庫）ISBN 978-4-575-52459-8
- マジカルグランマ（2019年4月 朝日新聞出版 / 2022年7月 朝日文庫） ISBN 978-4-02-2516046 / ISBN 978-4-02-265051-1
- らんたん（2021年10月 小学館）ISBN 978-4-09-386624-8
- ついでにジェントルメン（2022年4月 文芸春秋 / 2025年1月 文春文庫）ISBN 978-4-16-391523-4 / ISBN 978-4-16-792320-4
- オール・ノット（2023年4月 講談社）ISBN 978-4-06-531219-3
- マリはすてきじゃない魔女（2023年12月 エトセトラブックス）ISBN 978-4-909910-21-9
- あいにくあんたのためじゃない（2024年3月 新潮社）ISBN 978-4-10-335533-5

#### アンソロジー
- 文芸あねもね（2012年2月27日 新潮社〈新潮文庫〉）ISBN 978-4-10-136062-1
  - 東日本大震災へのチャリティーで制作されたアンソロジー同人誌の書籍化。著者印税は全額寄付される予定。短編「私にふさわしいホテル」収録。参加者：彩瀬まる、蛭田亜紗子、三日月拓、南綾子、豊島ミホ、宮木あや子、山内マリコ、山本文緒、吉川トリコ、イラスト：さやか、デザイン：山口由美子。
- あのころの、 （2012年4月5日 実業之日本社〈実業之日本社文庫〉） ISBN 978-4-408-55072-5
  - 窪美澄ら女性作家6名によるアンソロジー。「終わりを待つ季節」収録。
- 君と過ごす季節 秋から冬へ、12の暦物語（2012年12月5日 ポプラ社〈ポプラ文庫〉）ISBN 978-4-591-13184-8
  - 文庫版アンソロジー。「白露」収録。
- 運命の人はどこですか？（2013年4月12日 祥伝社文庫）ISBN 978-4-396-33832-9
  - 飛鳥井千砂ら作家6名による恋愛小説アンソロジー。「残業バケーション」収録。
- 心に風が吹いてくる 青春文学アンソロジー（2018年7月31日 三省堂）ISBN 978-4-385-36234-2
  - 「本屋さんのダイアナ」収録。
- 短篇ベストコレクション 現代の小説2020（2020年6月5日 徳間文庫 日本文藝家協会編）ISBN 978-4-19-894566-4
  - 「エルゴと不倫鮨」収録。
- 注文の多い料理小説集（2020年4月8日 文春文庫）ISBN 978-4-16-791481-3
  - 料理をテーマにしたアンソロジー。「エルゴと不倫鮨」収録。
- 覚醒するシスターフッド（2021年2月25日 河出書房新社）ISBN 978-4-309-02943-6
  - サラ・カリーら作家10名によるアンソロジー。「パティオ8」収録。
- ほろよい読書（2021年8月5日 双葉文庫）ISBN 978-4-575-52489-5
  - 織守きょうやなど作家5名によるお酒がテーマのアンソロジー。「barきりんぐみ」収録。
- Yuming Tribute Stories（2022年7月 新潮文庫）ISBN 978-4-10-133963-4
  - 松任谷由実の楽曲をもとにしたアンソロジー。「冬の終り」収録。
- 時ひらく（2024年2月 文春文庫）ISBN 978-4-16-792167-5
  - 創業350年となる三越デパートをテーマにしたアンソロジー。「七階から愛をこめて」収録。

### エッセイなど
- 3時のおやつ（2014年10月3日 ポプラ文庫）ISBN 978-4-591-14166-3
  - おやつにまつわるエッセイ・アンソロジー。「煮りんごセラピー」収録。
- はればれ、お寿司（2019年3月14日 河出書房新社）ISBN 978-4-309-02785-2
  - 「すし」にまつわるエッセイ集。「あっぱれ回転寿司五景!」収録。
- コロナ後の世界を語る 現代の知性たちの視線（2020年8月 朝日新書 朝日新聞社編）ISBN 978-4-02-295094-9
  - 「暮らしを救うのは個人の工夫ではなく、政治であるべき」収録。
- わたしのなつかしい一冊（2021年8月2日 毎日新聞出版）ISBN 978-4-620-32693-1
  - 人気作家50名によるブックガイド。
- 名作なんか、こわくない（2017年12月13日 PHP研究所 / 2021年1月9日 PHP文芸文庫） ISBN 978-4-569-83720-8 / ISBN 978-4-569-90098-8
  - 読書案内風エッセイ集。
- とりあえずお湯わかせ（2022年10月 NHK出版）ISBN 978-4-14-005729-2
- 100分de名著 林芙美子『放浪記』 2023年7月 （2023年6月 NHK出版）ISBN 978-4-14-223153-9

### 漫画原作
- 魔法使いの心友（まほうつかいのしんゆう）（集英社〈マーガレットコミックス〉）全2巻
  - 作画・香魚子（『別冊マーガレット』2012年6月超特大号 - 2013年1月号まで連載）

### 編纂
- 掌の読書会 柚木麻子と読む 林芙美子（2023年5月 中公文庫）ISBN 978-4-12-207367-8 - 著：林芙美子

### 単行本未収録作
小説
- おかえり文芸部（2011年6月号 小説すばる）
- トウフシティにおかえり（2016年9月号 小説トリッパー）

エッセイ
- 「オンステージ」（2010年8月号、月刊ジェイ・ノベル）
- 「やっぱりアンが好き（私を変えたこの1冊）」（2010年秋季号、小説トリッパー）
- 「陽気に狂った海賊のメロディ（忘れられないメロディ）」（2010年10月号、ポンツーン、幻冬舎）
- 「17歳の肖像（リレーエッセイ〜私のとっておきシネマ）」（2010年10月号、小説推理）
- 「Oh!マイアイドル」（2010年12月号、小説すばる）

## メディア・ミックス

### 漫画
- あいにくあんたのためじゃない（2024年2月27日 - 連載中、新潮社 くらげバンチ、作画：もりとおる）

### テレビドラマ
- 嘆きの美女（2013年1月12日 - 3月2日、NHK BSプレミアム「プレミアムよるドラマ」、主演：黒沢かずこ）
- ランチのアッコちゃん（2015年5月12日 - 6月30日、NHK BSプレミアム「プレミアムよるドラマ」、主演：蓮佛美沙子・戸田菜穂）
- 伊藤くん A to E（毎日放送：2017年8月20日 - 10月1日・TBS：2017年8月15日 - 10月3日、毎日放送 / TBS「ドラマイズム」、主演：木村文乃）
- ナイルパーチの女子会（2021年1月30日 - 3月20日、BSテレ東「土曜ドラマ9」、主演：水川あさみ）
- ユーミンストーリーズ「冬の終り」（2024年3月11日 - 3月14日、NHK総合「夜ドラ」、主演：麻生久美子）

### 映画
- 伊藤くん A to E（2018年1月12日公開、主演：岡田将生・木村文乃）
- 私にふさわしいホテル（2024年12月27日公開、主演：のん）
- 早乙女カナコの場合は（2025年3月14日公開、主演：橋本愛、原作：早稲女、女、男）
- 終点のあの子（2026年公開予定、主演：當真あみ・中島セナ）

### オーディオドラマ
- 王妃の帰還（2018年4月2日 - 13日、全10回、NHK-FM「青春アドベンチャー」、主演：小芝風花）[26]